# Michaël Guigou
Michaël Guigou (Apt, Vaucluse, 28. siječnja 1982.) je francuski rukometaš. 
Igra na poziciji lijevog krila, a trenutačno je član francuskog Montpelliera. Osvajač je zlatne medalje na Olimpijskim igrama u Pekingu 2008., dva puta brončani sa Svjetskih prvenstva 2003. i 2005. Na Europskim prvenstvima osvajač je zlata u Švicarskoj 2006. i bronce u Norveškoj 2008. Prvo zlatno na svjetskim prvenstvima osvojio je na SP-u 2009. u Hrvatskoj, gdje je i uvršten u All-star momčad kao najbolje lijevo krilo turnira. 